# 朝日軍道
朝日軍道（あさひぐんどう）は、かつて、置賜地方と庄内地方を結んでいた山岳道路。飛地となっていた上杉氏の所領を連絡する目的で使われた。

## ルート
長井市草岡 - 長井葉山 - 御影森山 - 大朝日岳 - 西朝日岳 - 三方境 - 以東岳 - 大鳥池 - 茶畑山 - 高安山 - 八久和峠 - 鶴岡市鱒渕

## 歴史
朝日軍道は、全長65kmにのぼる日本の歴史の中でも有数の山岳縦貫路である。しかも、2000m級の朝日連峰を通る軍事道路である。
朝日軍道は、上杉景勝の家臣、直江兼続によって開削された。1598年(慶長3年)、景勝は豊臣秀吉の命により、越後から蒲生氏郷が治めていた会津へと移封された。これにより、上杉の所領は、会津、仙道、置賜、庄内、佐渡の120万石となった。佐渡は別として庄内地方以外の各所領は地続きになっていたが、庄内地方のみ飛地となっており、景勝の居城である会津若松城から庄内に向かうには、必ず他国を経由せねばならなかった。
特に、村山地方を領有していたのは最上義光であり、上杉と最上は、お互いに領内の動向に目を光らせる宿敵の関係にあった。一方の越後も上杉の旧領であったため、新領主となった堀秀治は、上杉の動向に目を光らせていた。そこで、米沢城を居城とし、置賜を領有していた上杉氏家臣の直江兼続は、置賜と庄内を直接結ぶ道路として、朝日連峰の嶺を伝い、途中麓に降りることのない、馬が通れる軍道を秘密裏に開削することにし、苦労の末に1年あまりで完成させた。
朝日軍道のルートは、もともと長井葉山、大朝日岳などが修験道の聖山として崇拝されており、山伏が行きかっていたことから、その間道を整備し、接続することで結ばれたため、比較的短時間で完成することが出来たが、それでも、数百人にも及ぶ人夫が動員されたといわれる。なお、上杉家に残された文書では、朝日軍道ではなく「庄内新道」とされている。
朝日軍道は秘密裏に作られたが、大規模な工事であったがゆえに、早晩大沼(現朝日町大沼)浮島稲荷神社別当の大行院により、最上義光の耳にも入った。義光はこの道路を非常に警戒し、特に、軍事の拠点にもなりうる番小屋の設置や、番人の配置には神経を尖らせたと言う。この道路は、人の往来の他にも荷駄による物資輸送にも使われた。
この軍道が歴史の表舞台に登場したのは、関ヶ原の戦いと同時に起こった慶長出羽合戦の時である。この時、上杉方の酒田城主志田修理義秀は、六十里越街道を越えて、最上方の白岩城（現寒河江市白岩）を攻略していたが、関ヶ原の戦いにおける東軍勝利の報に接し、直江兼続を総大将とする上杉軍は、撤退戦の末、米沢城に帰還した。
その際、志田軍には、帰還命令が遅れたため、最上領内に取り残されることとなってしまった。そこで、志田軍は大井沢(現西川町大井沢)から大朝日岳まで戻り、11月のすでに冠雪した朝日軍道を通って、酒田城まで帰還することに成功した。これが表舞台に登場した朝日軍道である。
その後、庄内地方は最上軍に攻められ、ついには酒田城を攻め落とされる。そして関ヶ原の戦いの仕置きにより、上杉景勝は所領を大幅に減らされ、米沢30万石のみとなってしまった。これにより、置賜地方と庄内地方を連絡する朝日軍道の必要性はなくなり、あっという間に廃道となってしまった。